# Basilica santuario di Santa Maria del Carmine Maggiore
La basilica santuario di Santa Maria del Carmine Maggiore (in napoletano Santa Maria d''o Càrmene Maggiore) è una basilica di Napoli, sita in piazza del Carmine, che un tempo formava un tutt'uno con la piazza del Mercato.

## Origini

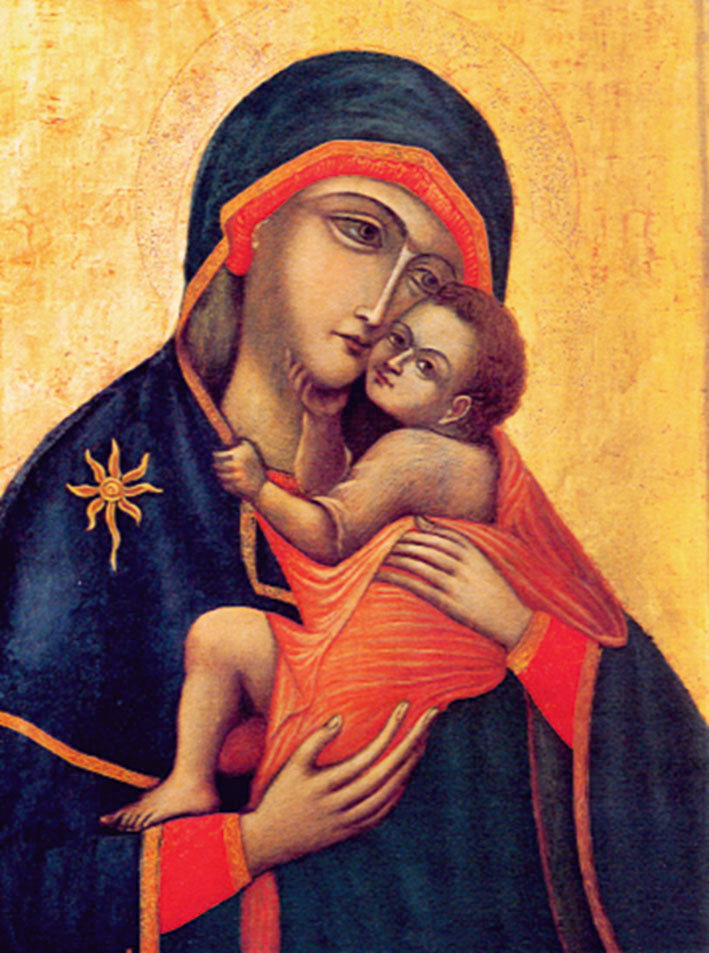
L'icona della Bruna (copia)

La tradizione racconta che alcuni monaci, fuggendo dalla persecuzione dei saraceni in Palestina, venendo in Napoli, portarono un'immagine della Madonna Glicofilusa da essi venerata sul monte Carmelo, culla del loro ordine. Vi era in Napoli, presso la marina fuori dalla città, una piccola cappella dedicata a san Nicola che fu concessa ai monaci, che da allora vi s'insediarono e collocarono l'immagine della Madonna in un luogo detto "la grotticella".
Ma il primo documento storico della presenza dei carmelitani a Napoli si ha nel 1268, quando i cronisti del tempo descrivono il luogo del supplizio di Corradino di Svevia nella piazza antistante la chiesa di Santa Maria del Carmine.
In realtà, l'icona della Vergine Bruna (per il colore della pelle) sembra opera di scuola toscana del XIII secolo. È una tavola rettangolare, alta un metro e larga 80 centimetri. L'immagine è del tipo detto "della tenerezza", in cui i volti della Madre e del Figlio sono accostati in espressione di dolce intimità (modello bizantino della Madonna Glykophilousa). 
Come in ogni icona ne possiamo leggere un messaggio:
- le aureole dorate e il fondo dell'icona, anch'esso dorato (l'oro simboleggia il colore del sole), indicano la santità della Madre e del Figlio;
- il colore azzurro-verde (colore dell'acqua marina, simbolo della fertilità) del manto della Madonna ricorda il valore della sua maternità divina;
- il colore rosso (simbolo dell'amore) della tunica sotto il manto e della quale una parte copre il bambino, indica il forte amore che unisce la Madre al Figlio;
- la stella con coda pendula del manto è segno della sua verginità;
- la tunica color pelle di pecora del bambino ci ricorda che egli è l'Agnello di Dio;
- la mano sinistra della Madonna, che stringe in braccio il Figlio è segno di tenerezza. La mano destra, in risposta alla supplica: "Mostraci il frutto del tuo grembo, Gesù...", indica: "Ecco la via, la verità e la vita";
- I volti della Madre e del Bambino sono accostati in espressione di tenerezza.

## Corradino di Svevia

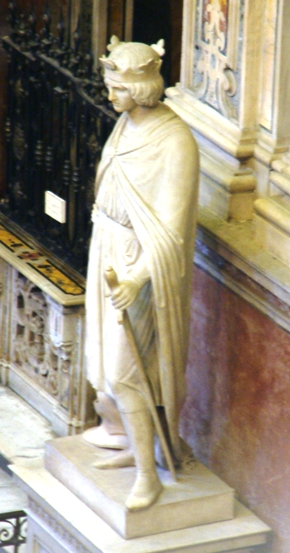
Monumento a Corradino di Svevia

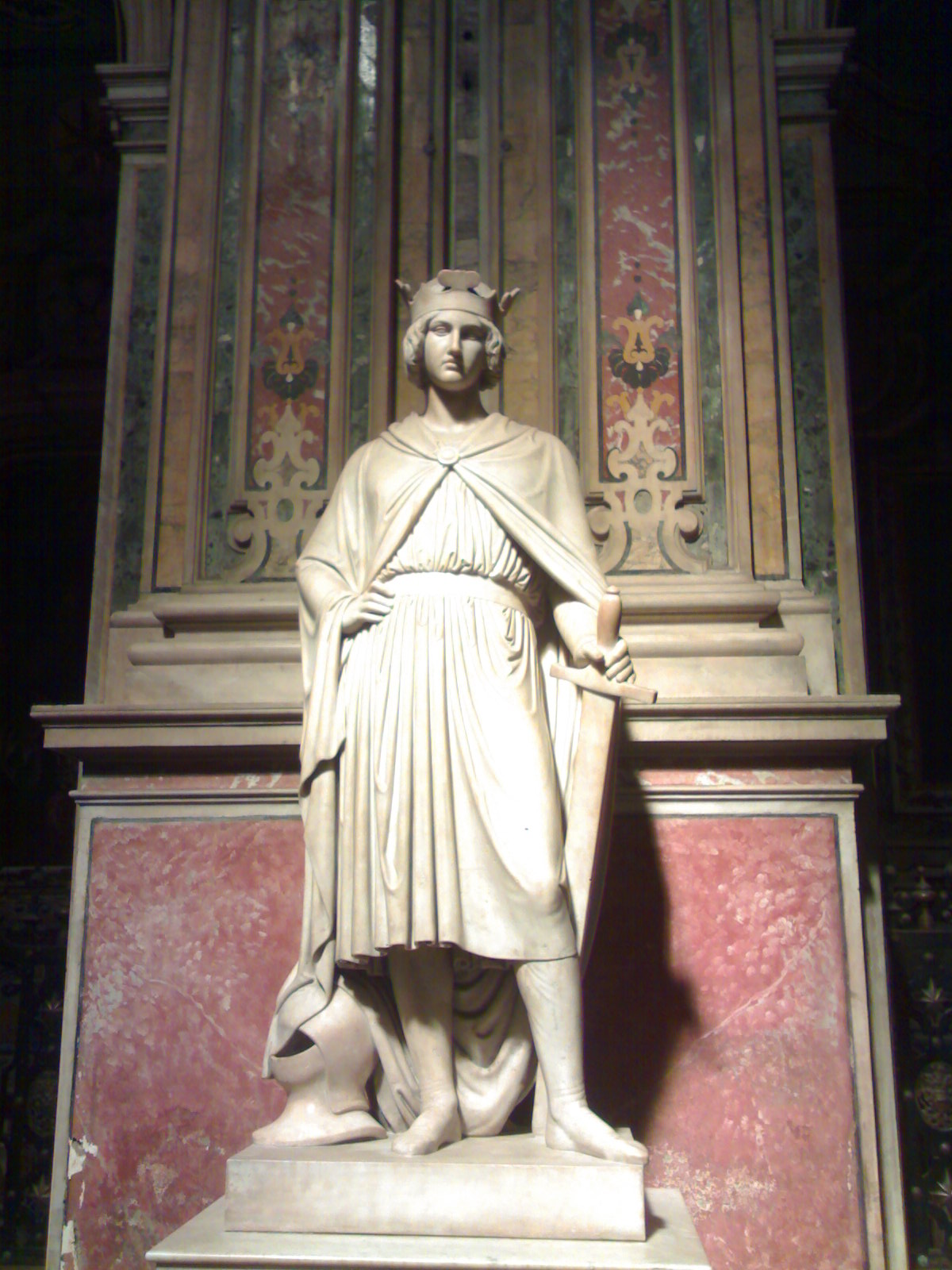
Monumento a Corradino di Svevia

Figlio di Corrado IV, morto quando aveva quattordici anni, erede della casata degli Hohenstaufen, Corradino crebbe in disparte, in Baviera, mentre sul trono italiano sedeva illegittimamente Manfredi.
Dopo la morte dello zio Manfredi (sconfitto da Carlo I d'Angiò nella battaglia di Benevento nel 1266) i ghibellini italiani ne implorarono la venuta nella penisola e Corradino, nel settembre del 1267, mosse finalmente alla riconquista del suo regno. Entrò senza ostacoli e fu accolto calorosamente, ma giunto a Tagliacozzo trovò il nemico accampato; lo scontro fu cruento e vide la disfatta dell'armata di Corradino, che riuscì a mettersi in salvo insieme all'amico Federico d'Austria fuggendo verso le paludi pontine. Traditi dai Frangipane vennero consegnati a Carlo d'Angiò, che con sommario processo li condannò alla pena capitale eseguita mediante decapitazione il 29 ottobre 1268. I corpi dei giovani furono dapprima gettati in un fosso coperto da pietre, poi grazie alle preghiere dell'arcivescovo di Napoli, le loro salme furono sepolte all'interno della chiesa del Carmine.
Nel 1670, dovendosi abbassare il pavimento della chiesa, furono trovate due casse di piombo: una portava l'iscrizione Regis Corradini Corpus, all'interno avvolto in un lenzuolo usurato dal tempo, lo scheletro con il teschio sul petto e una spada al fianco.
Nel 1847 Massimiliano II di Baviera fece erigere il monumento a Corradino, disegnato dal danese Bertel Thorvaldsen e realizzato da Schopf e al suo interno furono poste le ossa che fino ad allora avevano riposato nel cappellone della Madonna.
Nel settembre del 1943 si presentò in chiesa un gruppo di soldati tedeschi intenzionati a portare via i resti mortali di Corradino e intimarono a padre Elia Alleva (unico religioso rimasto in custodia del tempio) di mostrare il luogo della sepoltura. Il religioso pensò bene di portarli nel luogo ove si trova ancora oggi la lapide, frantumata per chi sa quali motivi e mutila delle parti che hanno indotto all'errore. Il sesto rigo, inizia con le seguenti parole: il piedistallo. Manca evidentemente la parte precedente; secondo il Quagliarella la parola mancante è dietro, ma in realtà dovrebbe essere dentro il piedistallo. I tedeschi interpretarono la lapide mutila secondo le indicazioni di Quagliarella e in pochissimo tempo tolsero il cancelletto che è davanti al monumento e spostarono la statua con tutto il piedistallo due o tre metri dal suo posto. Furono spezzate le tre lapidi che erano a terra ma senza trovare niente; non si arresero e fecero anche un grosso buco nel muro del pilastro alle spalle del monumento, anche stavolta senza esito positivo. Andarono via e oggi le ossa di Corradino riposano ancora nel piedistallo della statua.

## Il miracolo del crocifisso

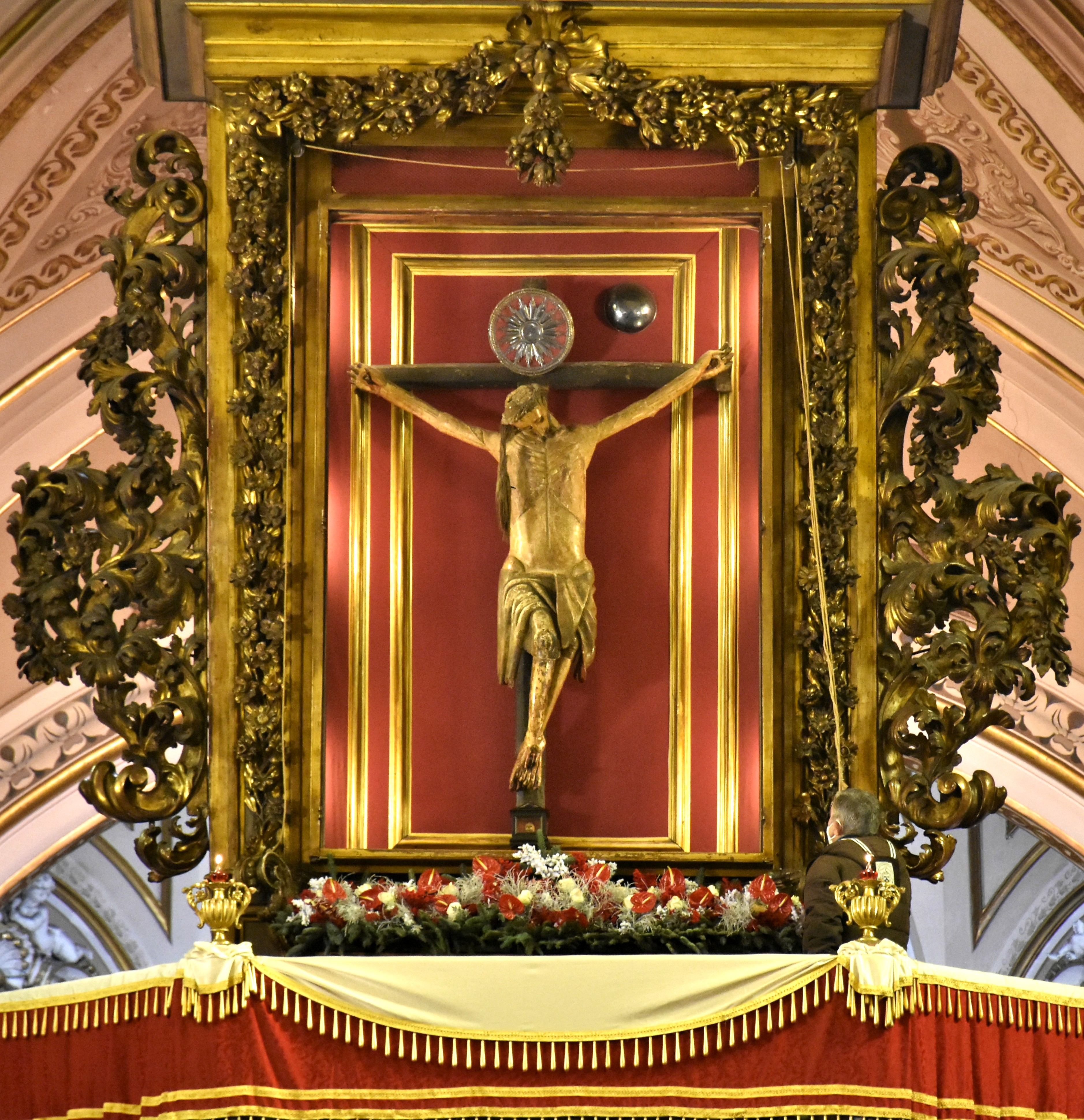
Il crocifisso "miracoloso"

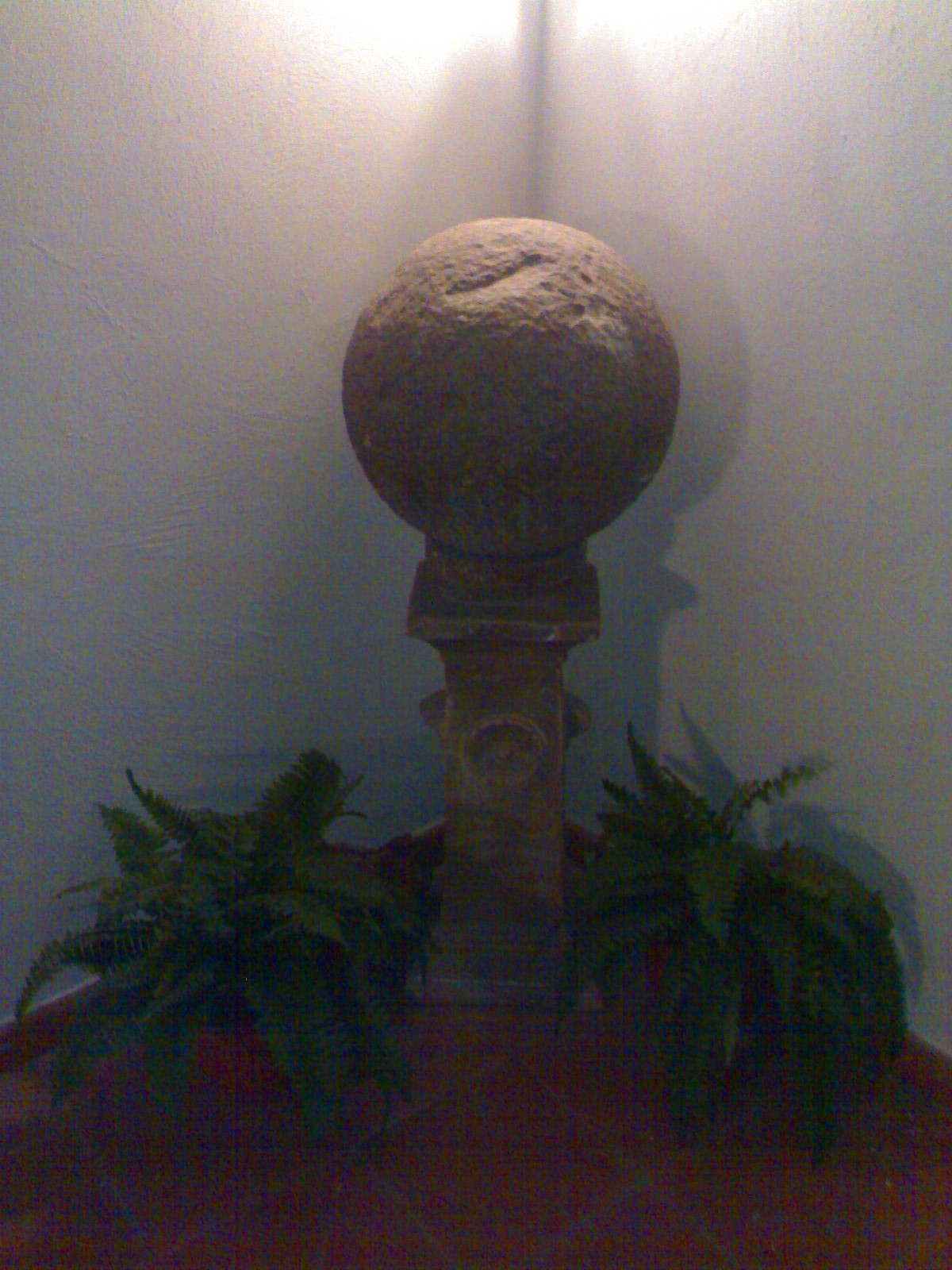
La palla di bombarda del miracolo

Il miracolo del crocifisso è legato alla lotta, nel secolo XV, tra gli Angioini e gli Aragonesi, per il dominio di Napoli. Già dominava in Napoli Renato d'Angiò, il quale aveva collocato le sue artiglierie sul campanile del Carmine, trasformandolo in vera fortezza, quando Alfonso V d'Aragona assediò la città, ponendo l'accampamento sulle rive del Sebeto, nelle vicinanze dell'attuale borgo Loreto.
Secondo la tradizione, il 17 ottobre 1439 l'infante Pietro di Aragona fece dar fuoco a una grossa bombarda detta la Messinese, la cui grossissima palla (ancora conservata nella cripta della chiesa), sfondò l'abside della chiesa e andò in direzione del capo del crocifisso che, per evitare il colpo, abbassò la testa sulla spalla destra, senza subire alcuna frattura.
Il giorno seguente, mentre l'infante Pietro dava di nuovo ordine di azionare la Messinese, un colpo partito dal campanile, dalla bombarda chiamata la Pazza, gli troncò il capo.
Re Alfonso tolse allora l'assedio, ma quando, ritornato all'assalto nel 1442, il 2 giugno entrò trionfalmente in città, il suo primo pensiero fu di recarsi al Carmine per venerare il crocifisso e, per riparare l'atto insano del defunto fratello, fece costruire un sontuoso tabernacolo. Questo però, compiuto dopo la morte del re, accolse la miracolosa immagine il 26 dicembre del 1459. Da allora, l'immagine viene svelata il 26 dicembre di ogni anno e resta visibile al gran concorso di fedeli per otto giorni, fino al 2 gennaio. La stessa cerimonia si ripete nel primo sabato di Quaresima per ricordare l'avvenimento del 1676, in cui Napoli fu risparmiata da una terribile tempesta, sedata secondo la leggenda popolare dall'intercessione del crocifisso svelato in via eccezionale per l'occasione nefasta. Ai danni subiti dal complesso nel 1439 deve ricollegarsi la spesa di 300 ducati fatta da Cristoforo Caetani, conte di Fondi, per la sistemazione del dormitorio del convento. Tra il 1467 e il 1473 il figlio del conte Cristoforo, Onorato II Gaetani d'Aragona erogò 4.000 ducati per lavori che riguardarono il presbiterio della chiesa, danneggiato dal terremoto del 1456, e forse anche la grotta sottostante all'altar maggiore, dove allora si trovava la "cona" marmorea che proteggeva il dipinto della Madonna Bruna.

## Miracolo e devozione del mercoledì

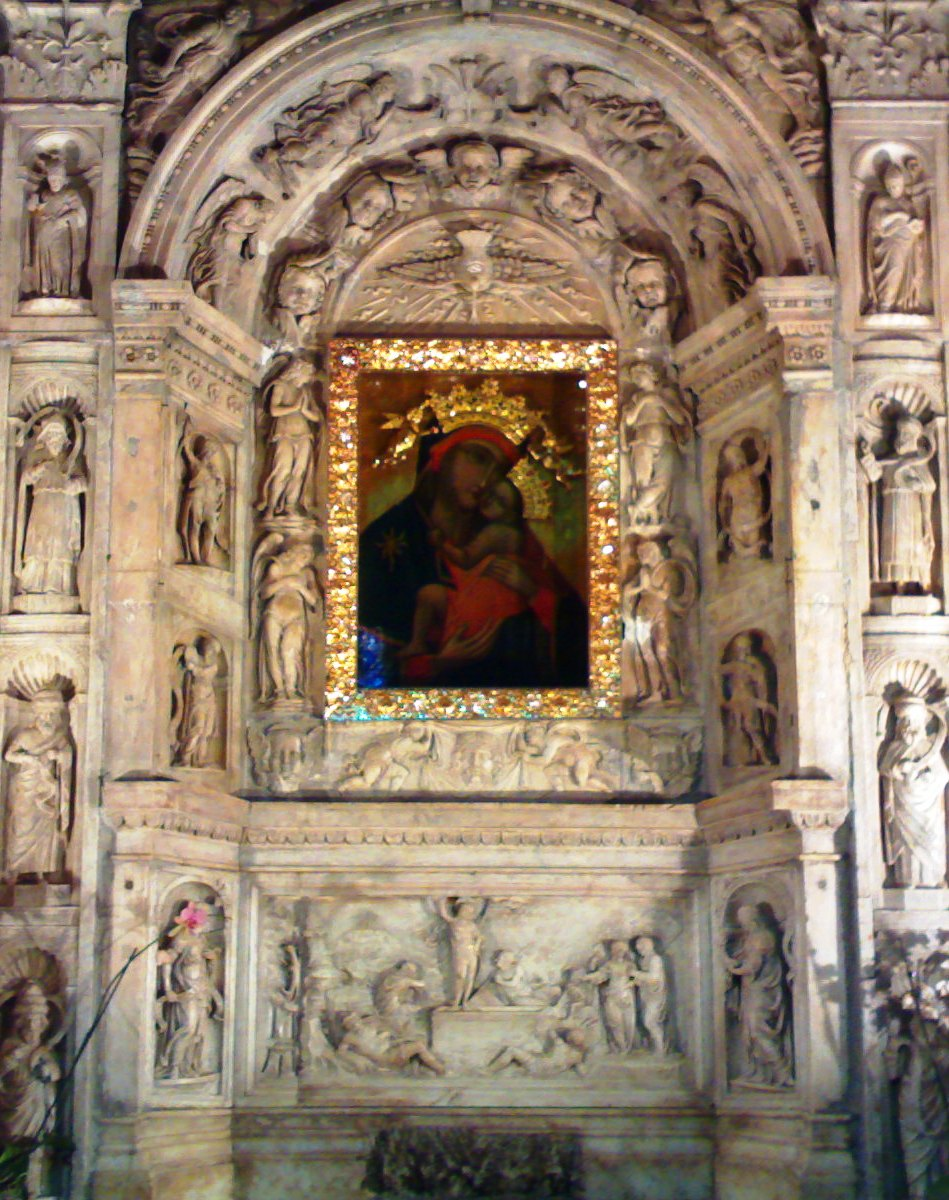
Edicola (cona) marmorea della Vergine Bruna

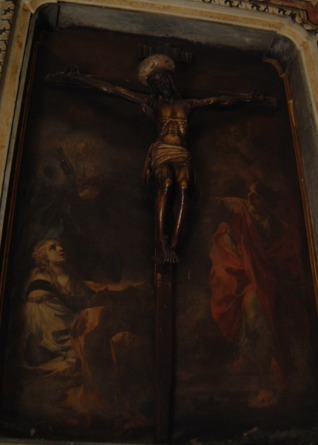
Crocifisso dei Cuoiai sec. XV

Nel 1500 in occasione dell'Anno Santo la confraternita dei Cuoiai portò a Roma in processione il crocifisso (che si trova ancora nel transetto laterale) e la Madonna Bruna.
Numerosi miracoli si verificarono nel corso del pellegrinaggio; l'immagine rimase per tre giorni nella basilica di San Pietro in Vaticano, durante i quali, sparsasi la fama dei suoi prodigi in Roma, tutti i fedeli furono attirati a essa, tanto che il papa Alessandro VI, temendo che il fervore dei fedeli si attenuasse nella visita delle basiliche, ne ordinò il rientro a Napoli.
L'icona della Madonna che prima del pellegrinaggio era in un luogo detto "la grotticella" fu spostata sull'altare maggiore e successivamente posta in una cona di marmo, con figure di profeti, opera attribuita ai fratelli Malvito che operarono a Napoli tra il 1498 e il 1524.
Dopo eventi così sorprendenti, Federico d'Aragona, il quale reggeva la città di Napoli, ordinò che per il 24 giugno, giorno di mercoledì, tutti i malati del regno si portassero al Carmine per implorare dal cielo, la sospirata salute.
Infatti, nel giorno stabilito, alla presenza dei sovrani e del popolo, durante la consacrazione, un raggio di vivissima luce si posava contemporaneamente sull'icona della Bruna e sopra gli infermi, i quali in un istante furono guariti o videro alleviati i loro mali.
Da allora si scelse il mercoledì come giorno da dedicare tutto alla Madonna Bruna, e ancora oggi, dopo 500 anni, numerosi fedeli vengono in pellegrinaggio da ogni parte della città e della provincia, per deporre ai piedi della Mamma d'o Carmene un fiore, una preghiera, un ringraziamento.

## Masaniello

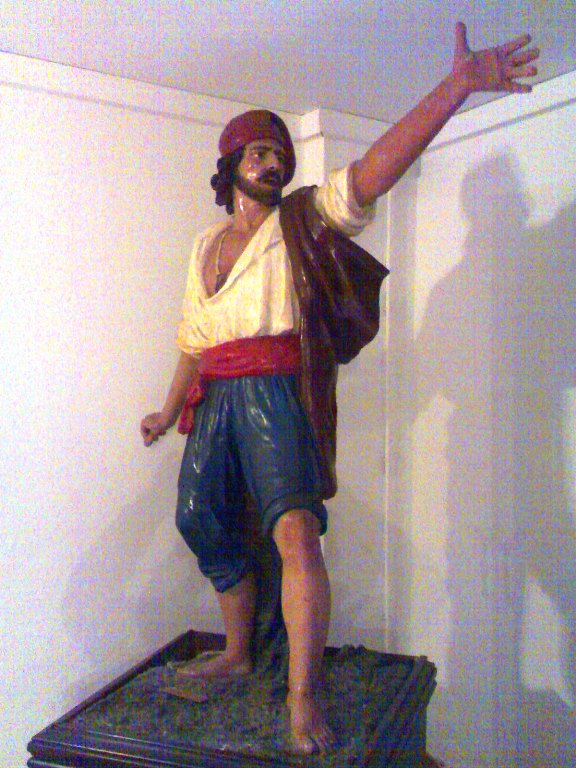
Statua di Masaniello in terracotta, opera della ditta Vaccarella

Filippo IV di Spagna, mandò come viceré a Napoli il Duca d'Arcos, il quale volendo trarre sempre più somme di denaro per la Spagna, imponeva alla città tra le altre gabelle, quella sulla frutta. Il 7 luglio 1647, mentre si preparavano i festeggiamenti per la Madonna del Carmine, il popolo napoletano, capeggiato da Masaniello (che a sua volta era politicamente manovrato da don Giulio Genoino), insorse contro il viceré chiedendo l'abolizione delle gabelle, incendiando case, facendo vittime e distruggendo ogni cosa che appartenesse ai nobili, nemici del popolo. Gli storici dell'Ottocento dipingono questa rivoluzione come antispagnola e antimonarchica, ma studi recenti ne dimostrano l'incongruenza, a partire dal grido con cui fu sollevato il popolo: «Viva il re di Spagna, mora il malgoverno». Intanto la chiesa e il convento divennero luogo di comizi popolari, per cui si stipulavano negoziati tra popolo e viceré.

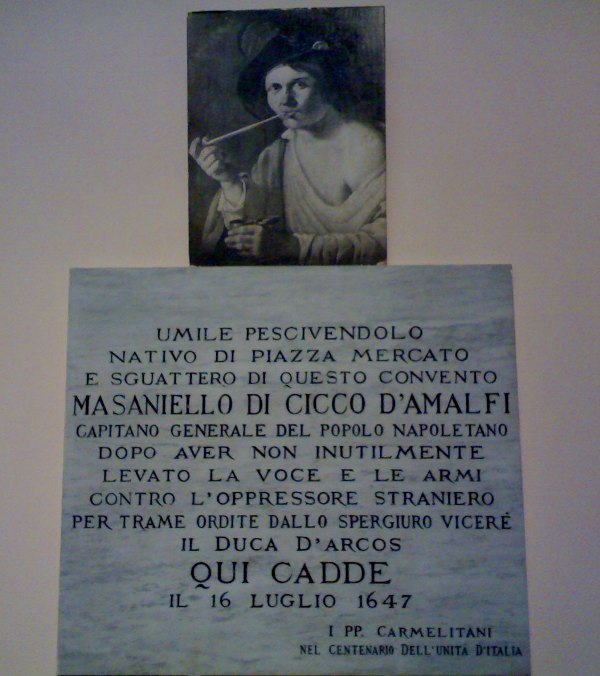
Lapide commemorativa del luogo in cui fu ucciso Masaniello

Giovedì 11 luglio, Masaniello cavalcò con il cardinale Filomarino e il nuovo eletto del popolo Francesco Antonio Arpaia, tra le acclamazioni e i festeggiamenti dei popolani fino a Palazzo Reale, per incontrare il viceré. Alla presenza del duca d'Arcos, a causa di un improvviso malore, perse i sensi e svenne iniziando a manifestare i primi sintomi di quell'instabilità mentale che gli procurò poi l'accusa di pazzia. Durante l'incontro, dopo un infruttuoso tentativo di corruzione, il pescatore fu nominato "capitano generale del fedelissimo popolo napoletano".

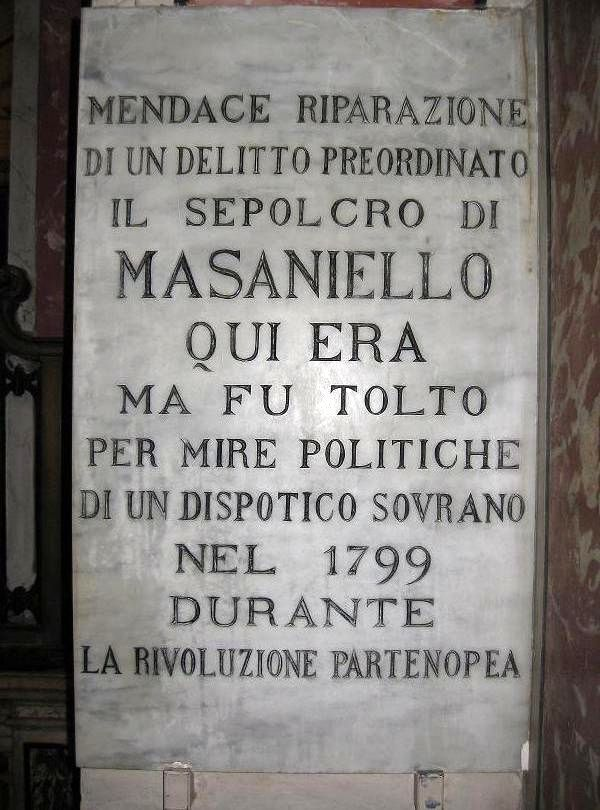
Lapide commemorativa del luogo in cui fu sepolto Masaniello

Il 16 luglio, giorno della festa della Madonna del Carmine, dalla finestra di casa sua, cercò inutilmente di difendersi dalle accuse di pazzia e tradimento che provenivano dalla strada. Sentendosi braccato cercò rifugio nella chiesa del Carmine, e qui, interrompendo la celebrazione della messa, si spogliò nudo e iniziò il suo ultimo discorso al popolo napoletano. I frati lo invitarono a porre fine a quel gesto poco edificante, ed egli obbedì, mettendosi a passeggiare nel corridoio principale del convento. Là lo raggiunsero alcune persone armate, che prima gli tirarono quattro colpi di archibugio, togliendogli la vita, e poi lo decapitarono. La testa mostrata al viceré fu portata in giro per la città mentre il corpo fu buttato in un fosso fuori dalla porta del Carmine. Non erano passate ventiquattr'ore che subito si videro i frutti dell'uccisione di Masaniello: il peso del pane diminuito e le gabelle rimesse in vigore. Il popolo si rese subito conto dell'errore e così ne raccolse il cadavere lavandolo nelle acque del Sebeto, la testa fu ricongiunta al corpo e subito portato in processione, il corpo fu sepolto all'interno della chiesa del Carmine. Alle tre del mattino, finita la processione, fu data sepoltura al feretro nella chiesa del Carmine, dove i resti di Masaniello rimasero fino al 1799. In quell'anno, dopo aver represso la congiura giacobina per la Repubblica Napoletana, Ferdinando IV di Borbone ne ordinò la rimozione al fine di evitarne l'idolatria popolare.
Fino agli anni sessanta del secolo scorso, nemmeno una parola ricordava i luoghi che videro l'uccisione e la sepoltura di Masaniello: fu così che i carmelitani decisero di tramandare ai posteri il ricordo di quegli eventi con due lapidi, una nel convento dei frati, l'altra in chiesa nel luogo della sepoltura.

## Esterno

### La facciata
La facciata attuale risale al 1766; fu elaborata da Giovanni Del Gaizo, in sostituzione dell'antica, rovinata dai fulmini e specialmente dal terremoto del 1456, ricostruita nel 1631 e nuovamente rinnovata durante la rivoluzione di Masaniello quando le cannonate spagnole la colpirono per sbaglio. Prima della seconda guerra mondiale, la porta di ingresso era una vera opera d'arte, tutta intagliata a traforo. A lavori ultimati, si accorsero che la facciata era riuscita tanto bassa da far comparire il tetto della chiesa; pensarono allora a coprirlo con il frontale che si vede tuttora.
Sul lato sinistro si può ammirare il monumento ai caduti del quartiere, durante la prima guerra mondiale.

### Il campanile

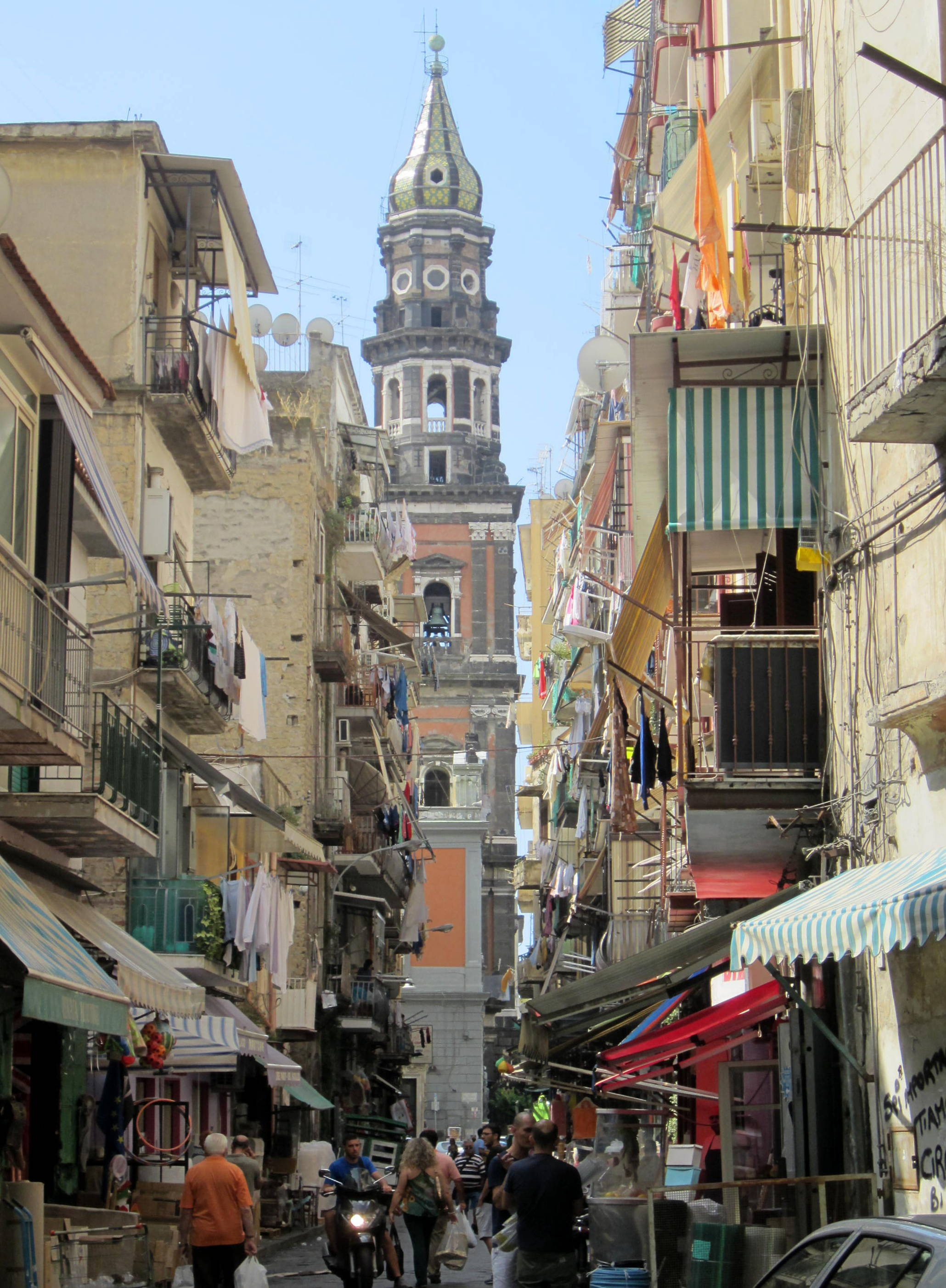
Il campanile visto dagli stretti vicoli della zona

Benché costruito contemporaneamente alla chiesa, di esso si parla la prima volta nel 1439, durante la guerra tra Angioini e Aragonesi. 
Più volte danneggiato e ricostruito assume l'aspetto attuale nella prima metà del XVII secolo.Nel Marzo 1762, un fulmine cadde sul campanile e ne rovinò un angolo , grossi pezzi di piperno e marmo sfondarono il tetto della chiesa e la soffitta sul coro dei frati.Rimasero uccisi un sacerdote e tre chierici, diciassette furono i feriti gravi
I primi tre piani sono costruiti (partendo dal basso) nello stile ionico, dorico e corinzio, e si devono all'architetto Giovan Giacomo Di Conforto. Questa parte, iniziata nel 1615 con la offerta di 150 ducati, venne completata nel 1620. Nel 1622 fu innalzato il primo piano ottagonale sotto la cui cornice si legge un'iscrizione; nel 1627 fu portato a termine il secondo piano ottagonale e nel 1631, il domenicano fra Giuseppe Nuvolo, costruì la cuspide ricoperta di maioliche dipinte. In cima troneggia la croce, su di un globo di rame del diametro di 110 centimetri. L'intera struttura è alta 75 metri.

#### Le campane
Sul loro numero originario non ci sono notizie; verso il 1500 se ne contavano quattro, nel corso dei secoli vennero fuse più volte e raggiunsero l'attuale numero di cinque: 
- Sant'Alberto (1546): si affaccia verso il mare, ha il diametro di 74 cm; detta Sant'Antonino, protettore dei marinai;
- Sant'Angelo Martire (1546): si affaccia verso il Borgo Loreto, ha il diametro di 86 cm; detta campana del Loreto;
- Santa Barbara (1746): si affaccia verso la via Lavinaio, ha il diametro di 114 cm, pesa 11 cantara e 40 rotoli; detta anche Maria Barbara o Lavenarella;
- Santa Maria Maddalena dei Pazzi (1712): si affaccia su piazza Carmine, ha il diametro di 128 cm, pesa 18 cantara e 38 rotoli; detta Maria Maddalena Teresa;
- Santa Maria del Carmine (1746): si trova al centro del campanile, ha il diametro di 147 cm, pesa 23 cantara e 70 rotoli; detta Carmela.

Il governo di Gioacchino Murat le aveva requisite per coniare moneta, ma alcuni possidenti del quartiere le fecero lasciare al loro posto, sborsando la somma corrispondente.

## Chiostro
Originariamente serviva da luogo di ricreazione dei frati e la sua costruzione è contemporanea a quella della chiesa. Al posto dei piani superiori del convento girava un ordine di loggiato e la parte abitata era costituita dal cosiddetto salone, oggi adibito a refettorio. Le pareti interne del porticato furono affrescate da Leonardo de Grazia da Pistoia e completate, nel 1606, da Giovanni Balducci; gli affreschi rappresentano scene della vita dei santi Elia ed Eliseo, scene di storia dell'Ordine carmelitano e scene di santi carmelitani. La volta ha pitture in stile pompeiano. Il pavimento è a quadroni di piperno e marmo bianco di Caserta. Nel mezzo dell'ala meridionale sorge la torretta con orologio a quadrante in maiolica arabescata di scuola napoletana del XVIII secolo; nell'ala di fronte si ammira invece una meridiana con una lapide al di sotto che ricorda la costruzione del secondo piano del convento. Al centro del giardino è collocata una fontana in marmo del XVI secolo con due ninfee giacenti ai lati.

## Interno

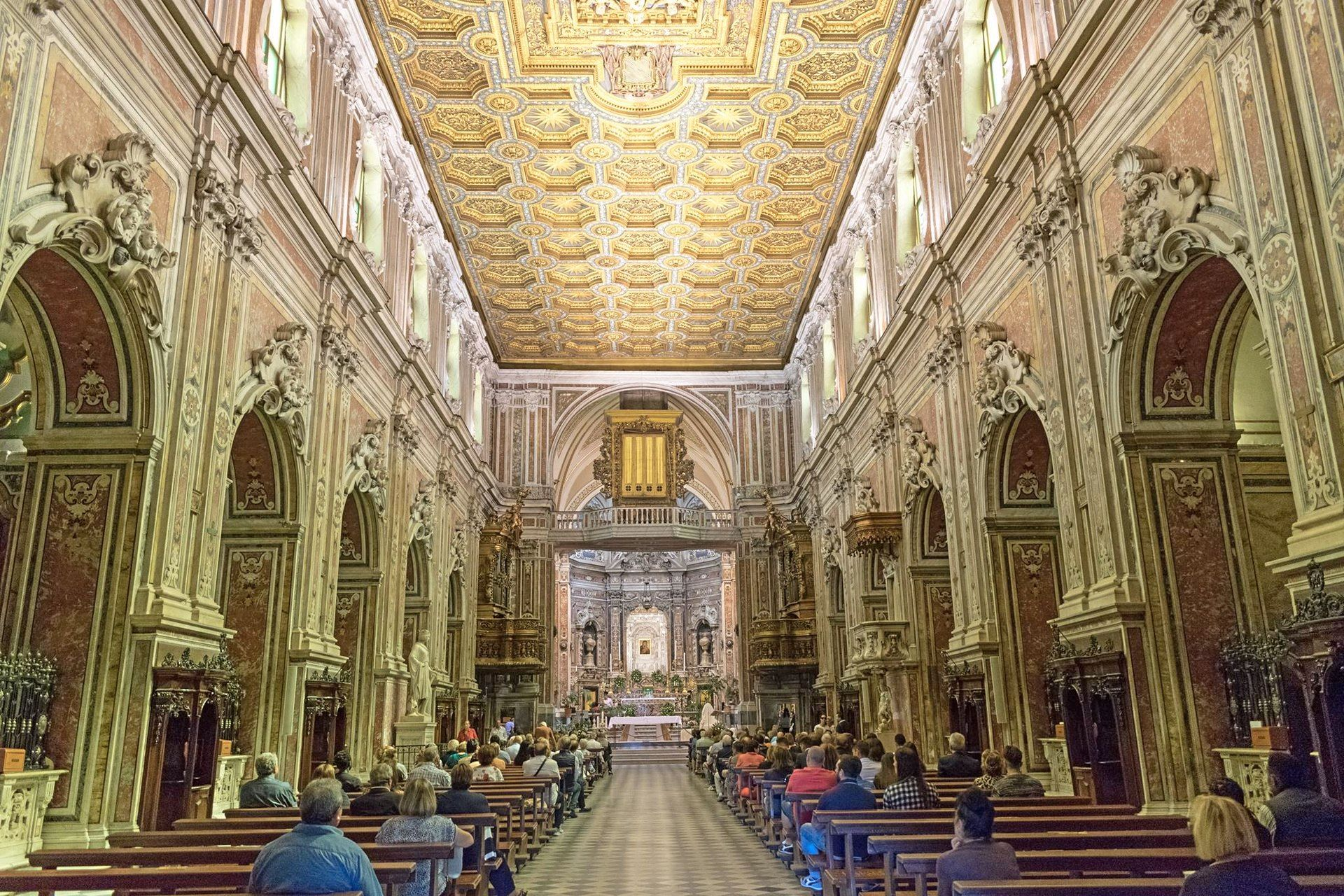
L'interno

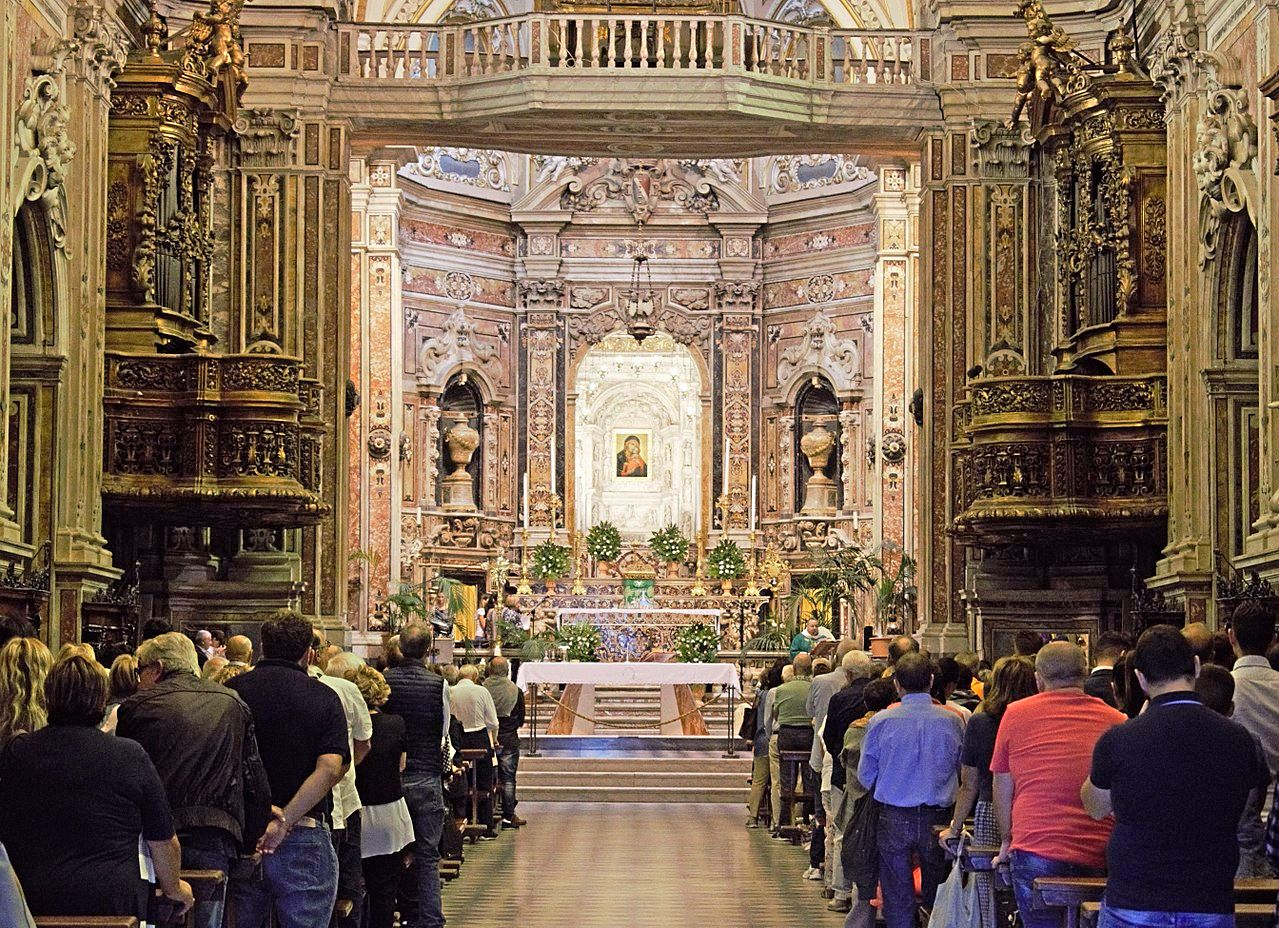
L'abside

Originariamente la chiesa fu costruita nell'austero stile gotico, come le altre chiese angioine di Napoli.
Tra il 1753 e il 1766, fu coperto completamente l'antico stile gotico, per fare posto allo stile barocco napoletano fino a raggiungere l'aspetto attuale. I lavori furono affidati all'architetto Nicola Tagliacozzi Canale, che venne aiutato dai marmisti fratelli Cimmafonti e dallo stuccatore Gargiulo. La chiesa è preceduta da un ampio atrio, sotto il cui pavimento furono sepolti alla rinfusa alla caduta della Repubblica Napoletana del 1799, molti dei giustiziati nell'attigua piazza Mercato, tra cui ricordiamo: Cristoforo Grossi, Eleonora Pimentel Fonseca, Luisa Sanfelice, Mario Pagano, Domenico Cirillo, Ignazio Ciaia, Luigi Bozzaotra, Nicola Neri. Nell'atrio possiamo ammirare un altarino, opera di Tommaso Malvito e dedicato a Santa Barbara, protettrice contro i fulmini, e lì collocata perché vi è la base del campanile, più volte rovinato dai fulmini. La tela di Santa Barbara attribuita a Luca Giordano, non è più esposta al pubblico.
L'interno, ricco di marmi policromi, è caratterizzato da un'ampia navata fiancheggiata da cappelle intercomunicanti e chiuse da balaustre e cancelli in ferro battuto con ornati di ottone, e da un moderno soffitto a cassettoni che sostituisce quello seicentesco in legno, distrutto durante la seconda guerra mondiale a causa di un aeromoto causato dallo scoppio della nave Caterina Costa nel porto di Napoli. Nel mezzo del soffitto si trova una statua in legno raffigurante la Vergine del Carmine opera di Mario Coraiola del 1955.

### Le cappelle
Sul lato destro, entrando dalla porta grande, abbiamo le seguenti cappelle:
- Prima: sopra l'altare, entro una cornice di marmi commessi, vi è la tela di San Nicola di autore ignoto del XVII secolo; mentre in una nicchia laterale è collocato il simulacro ligneo dell'Addolorata risalente al XIX secolo.
- Seconda: sopra l'altare vi è la Madonna del Carmine che consegna lo scapolare a San Simone Stock, pregevole tela che Mattia Preti realizzò nel 1684. Le cronache riferiscono un piccolo incidente su questa commissione. Il pittore che si trovava da tempo a Malta, aveva riprodotto le due figure di carmelitani con l'abito però dei domenicani. Visto l'errore, la tela venne rispedita al pittore per la necessaria correzione. Sulle pareti oltre ad alcune epigrafi è collocata anche una Santa Lucia ovale di ignoto pittore settecentesco.
- Terza: vi è la statua lignea seicentesca della Madonna del Carmine, detta anche Madonna del Colera per essere stata portata in processione in tempo di epidemie o varie calamità. La si attribuisce a Giovanni Conte detto il nano.
- Quarta: la cappella presenta un ricco rivestimento di marmi policromi; sul suo altare e ai lati vi sono tre tele di Giovanni Sarnelli raffiguranti Scene della vita del Beato Franco da Siena, mentre sulla volta Francesco Solimena affrescò lo Spirito Santo.
- Quinta: nel 1752 divenne di patronato del marchese Carlo Danza, che alla sua morte vi fece eseguire un monumento funebre da Matteo Bottiglieri, apposto sulla parete destra; mentre sopra l'altare la Madonna delle Grazie con i santi Francesco, Antonio, Andrea Corsini e Agnello e le anime purganti è una tavola di fine Cinquecento attribuita a Giovan Vincenzo Forlì.
- Sesta: nel 1775 il priore generale dell'Ordine del Carmelo a Napoli Mariano Ventimiglia commissionò il rifacimento della cappella, investendovi 625 ducati soprattutto per la tela centrale di Francesco De Mura con I santi Angelo e Pier Tommaso in gloria e le due laterali di Paolo De Majo.

Sul lato sinistro, entrando dalla porta grande, abbiamo le seguenti cappelle:
- Prima: sull'altare si ammira l'Apparizione della Santissima Trinità ai santi Gennaro e Irene di Paolo De Majo; mentre ai lati sono collocati: il fonte battesimale (a sinistra) e il ritratto funebre seicentesco di Giacomo Carola (a destra).
- Seconda: questa cappella ebbe un ultimo grande intervento nel 1926 che fruttò il pavimento maiolicato della ditta Vaccarella e il sottoquadro sulla volta e i laterali di Giuseppe Aprea; ovviamente più antica è la tela centrale di Andrea d'Aste con la Madonna col Bambino tra la Maddalena e S. Orsola.
- Terza: sopra l'altare vi è una Messa di San Gregorio, tradizionalmente attribuita a Giovanni Bernardo Lama, ma firmata da Giovanni Sarnelli che presumibilmente la restaurò.
- Quarta: la Madonna con il bambino e le sante Maria Maddalena dei Pazzi e Teresa d'Avila al centro è di Paolo De Majo, mentre la Maddalena dei Pazzi tentata dal demonio e la Maddalena dei Pazzi visitata da Cristo che le stanno ai lati sono ritenute di Domenico Viola.
- Quinta: sopra l'altare è collocata la Sant'Anna con la Vergine bambina e San Gioacchino di Paolo De Matteis, mentre le due tele ai lati rappresentano San Giovanni Evangelista e San Giovanni Battista e sono attribuite al Solimena, probabile autore anche degli affreschi sulla volta con la figura del Redentore e degli evangelisti.
- Sesta: la cappella è dedicata al profeta Elia, rappresentato nella tela centrale con il profeta Eliseo da Solimena e nelle due scene laterali da Giovanni Sarnelli.

### Gli organi

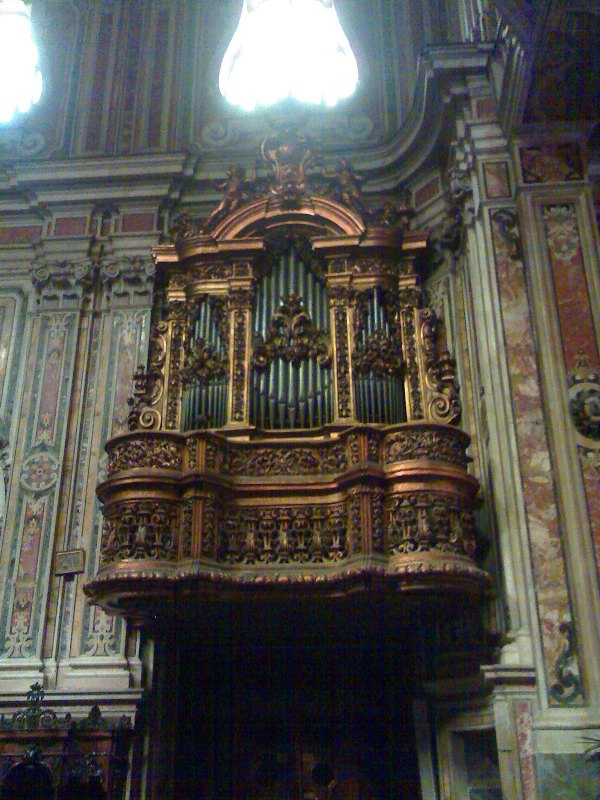
Organo Cimmino del 1714

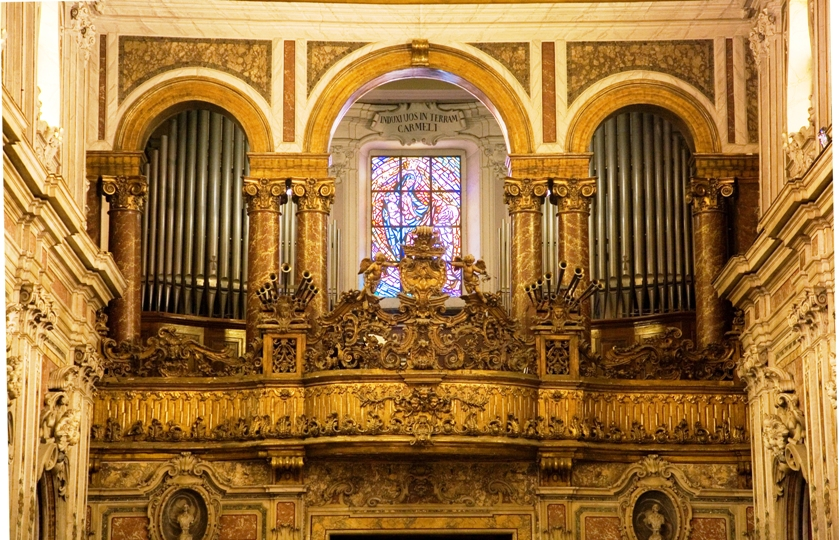
Organo grande della basilica

Sulla porta di ingresso si trova il monumentale organo costruito nel 1907 dalla ditta Francesco Mascia e ammodernato nel 1973; è noto per essere stato il primo strumento a diffondere via radio, per l'allora EIAR, dei concerti d'organo tenuti dal maestro Franco Michele Napolitano. Lo strumento ha 4 800 canne.
Ai due lati della navata invece sorgono due organi costruiti alla veneziana; le casse degli strumenti sono un pregevole intaglio ligneo. Il primo strumento fu realizzato nel 1483 da Lorenzo di Jacopo da Prato, poi nel 1714 furono costruiti i due organi attuali da Felice Cimmino; col crollo del soffitto del 1762, fu lasciato funzionante solo quello che si trova sul lato destro, mentre l'altro ha solo il finto prospetto di canne.

### Transetto
La sua volta conserva gli avanzi dell'architettura gotica.
Entrambe le cappelle del transetto presentano scene affrescate sulle volte e tele di Francesco Solimena. Per l'altare destro il maestro campano realizzò nel 1708 l'Assunta, capolavoro dei suoi anni maturi; mentre sopra quello sinistro dipinse in anni precedenti le figure dolenti di Giovanni e della Vergine ai lati del quattrocentesco Crocifisso dei cuoiai.

### L'abside
L'abside risplende per ricchezza e preziosità di marmi lavorati a commesso, opera di Cosimo Fanzago del 1670. Alle pareti si aprono quattro nicchie contenenti quattro anfore di alabastro ornate da festoni in bronzo dorato. L'altare maggiore si presenta come uno dei migliori lavori esistenti a Napoli, per la grande varietà che presenta nei marmi pregiati e pietre preziose, quali agate, onici, lapislazzuli, madreperla, ametiste e altri marmi preziosi.
Dietro l'altare maggiore si apre l'arco che rende visibile dalla chiesa la cappella e l'icona della Madonna Bruna.

### La sacrestia
La sacrestia fu eseguita su disegno di Nicola Tagliacozzi Canale.
Gli affreschi raffiguranti il Sacrificio di Elia (sul soffitto) e la Fame in Samaria (sulla parete) con i sei medaglioni raffiguranti santi carmelitani, sono opera di Filippo Falciatore.
L'altare sul fondo è stato voluto da re Carlo III di Borbone, che lo fece dedicare ai santi Carlo e Amalia, oltre che alla Madonna e a San Sebastiano. Il dipinto è di Filippo Falciatore.
I finti armadi sono di radice di noce e vengono intramezzati da sei mostre di porta di marmo rosso.
Sulla destra, una porta conduce alla sala del lavabo, attualmente sala delle offerte, nel suo interno si può ammirare un bel lavabo in marmo a commessi con stemma carmelitano, il bassorilievo che descrive il miracolo del crocifisso, e un bell'altare con una tela raffigurante l'esaltazione della croce.
Un'altra porta conduce alla Sala del Capitolo, attualmente vi è la sala delle confessioni nella quale è possibile ammirare due medaglioni di legno lavorati a intarsio e raffiguranti La parabola del figliuol prodigo e Gesù buon pastore.
Sul lato sinistro, una porta conduce all'altare maggiore, l'altra alla Cappella della Madonna e alla sala degli ex voto.
Vi è inoltre nell'angolo a sinistra di chi entra, l'ombrello che ricorda la dignità di Basilica minore, al cui rango fu elevata da papa Benedetto XV nel novembre del 1917.

## Festa del Carmine
La Festa del Carmine è una festa tradizionale di Napoli il cui evento principale è lo spettacolo pirotecnico che inscena l'incendio del campanile della Chiesa del Carmine Maggiore, nella sera del 15 luglio.

## Nella cultura popolare
L'esclamazione "Mamma d''o Carmene" è di uso comune a Napoli ed esiste un proverbio che si riferisce al campanile del Carmine: " 'e scagnato 'o Campanario d''o Carmene pe nu cuoppo 'e aulive" (hai scambiato il campanile del Carmine per un coppo -cono di carta- di olive) per indicare la svista presa nel fare determinate osservazioni.
I funerali di diversi personaggi rappresenativi per la popolazione napoletana sono stati celebrati in questa basilica, come quello di Totò (1967) o di Mario Merola (2006).